# Cirie Fields
Cirie Fields (18 de julho de 1970) é uma participante do reality show competitivo americano Survivor, tendo participado em quatro temporadas: Survivor: Panama, Survivor: Micronesia, Survivor: Heróis contra Vilõese Survivor: Game Changers
Fields nasceu e cresceu em Jersey City, no estado americano de Nova Jersey ao lado de suas irmãs Karla, Cicely e seu irmão Kenneth. Estudou na Escola de Enfermagem de Saint Francis, em New Castle, Pennsylvania, onde graduou-se em Enfermagem. Atualmente trabalha como coordenadora clínica do Centro Cirúrgico do Norwalk Hospitals. Antes de ocupar o posto de coordenação Cirie trabalhou como instrumentadora cirúrgica e prestava atendimento domiciliar; trabalhou, também, em uma fábrica de doces e como atendente de telemarketing.

## Survivor: Panama - Exile Island
Originalmente escalada como membro da tribo Casaya composta pelas mulheres mais velhas da competição, Cirie correu risco de ser a primeira eliminada do jogo quando sua tribo perdeu a primeira Prova de Imunidade. Entretanto, Cirie usou sua habilidade de persuasão e conseguiu fazer com que Melinda Hyder e Ruth-Marie Milliman votassem e eliminassem Tina Scheer. Quando as tribos iniciais foram debandadas, restando na competição apenas as tribos La Mina e Casaya, Cirie permaneceu na sua tribo original depois de uma escolha aleatória. No episódio 2, intitulado Breakdown, Casaya perdeu novamente a Prova de Imunidade e Cirie esteve mais uma vez na berlinda sendo vista como uma das competidoras fisicamente mais fracas da tribo, mas salvou-se em mais um Conselho Tribal quando Melinda foi eliminada pelos seus companheiros.
Após este Conselho Tribal, devido às inúmeras personalidades distintas e constantes atritos entre os demais membros, Cirie não foi mais vista como alvo das eliminações e conseguiu chegar à fusão das tribos. A antiga Casaya fundiu-se com vantagem numérica e conseguiu eliminar os antigos membros da tribo La Mina, Nick Stanbury, Austin Cartin e Sally Schumann, respectivamente.
No episódio Medical Emergency, enquanto Cirie, Aras e Danielle desfrutavam da recompensa conquistada, Bruce Kanegai foi retirado do jogo por um bloqueio em seu sistema digestivo, desta forma, Cirie se tornou, automaticamente, uma das seis finalistas da temporada. A partir deste ponto ela construiu duas falsas alianças, uma com Courtney e Terry que miravam em Aras e outra com Shane Powers alvejando Danielle. Com as falsas alianças feitas Cirie, junto de Aras e Danielle, votaram e eliminaram Courtney que era vista como a pessoa ideal para se levar à final, pois era a que todos menos gostavam.
Após enganar Shane em relação à eliminação de Courtney, habilmente Cirie conseguiu reconquistar a confiança deste novamente, mas posteriormente planejou enganá-lo no próximo Conselho Tribal quando Terry conquistou mais uma Imunidade Individual. Na reunião da temporada, Shane declarou que Cirie “fez o melhor jogo social” da temporada em concordância com muitos fãs e críticos da série.
Com apenas quatro participantes no jogo, Danielle e Terry se juntaram para eliminar Cirie após Aras vencer a Prova de Imunidade e enviá-los para a Ilha do Exílio. Sozinhos no acampamento, Cirie e Aras decidiram votar em Danielle (já que Terry provavelmente possuía um Ídolo de Imunidade escondido e eles não queriam correr o risco dele ser usado). Já prevendo um empate e o consequente desafio de fazer fogo, Terry instruiu Danielle enquanto Aras instruía Cirie a começar uma fogueira usando pederneira. No Conselho Tribal, o iminente empate veio a tona e Danielle e Cirie empataram em 2-2 votos cada e as duas encararam o desafio de fazer fogo onde, usando uma pederneira e materiais para sustentar o fogo (casca de coco, pedaços de madeira, palha, etc) elas deveriam montar uma fogueira alta o suficiente para queimar uma corda. Neste desafio Cirie perdeu e se tornou o sexto membro do júri. No júri, Cirie assistiu a eliminação de Terry e votou em Aras para ganhar o prêmio de um milhão de dólares. Após a reunião, Cirie revelou que teria votado em Danielle se esta tivesse eliminado Aras e levado Terry para a final com ela.
Em suas palavras finais após a eliminação, Cirie revelou estar orgulhosa por ter chegado tão longe na competição. Durante a reunião de Survivor: Panama, Cirie ganhou uma caminhonete GMC Yukon 2007 por ter sido eleita pelos telespectadores como a participante mais popular da temporada.
Em 22 de junho de 2006 Cirie, ao lado de sua companheira de Survivor, Melinda apareceu no programa Guiding Light, interpretando uma garçonete.

## Survivor: Micronesia - Fans Versus Favorites
Dois anos após sua participação em Survivor: Panama, Cirie retorna ao programa, em 7 de fevereiro de 2008, para competir ao lado de outros jogadores de temporadas anteriores contra fãs do reality show. Ela foi designada para compor a tribo Malakal e inicialmente esteve flutuante entre as duas alianças dentro desta tribo: Ami Cusack, Eliza Orlins, Jonathan Penner e Yau-Man Chan contra Amanda Kimmel, James Clement, Oscar "Ozzy" Lusth e Parvati Shallow (com Jon "Jonny Fairplay" Dalton, também, em ambas alianças). Cirie se voluntariou para ser enviada à Ilha do Exílio com Kathleen "Kathy" Sleckman da tribo Airai (tribo de fãs), depois que Malakal venceu a Prova combinada de Recompensa e Imunidade no segundo episódio da temporada.
No terceiro episódio da temporada, ela optou por se unir à aliança de Amanda, Ozzy, James e Parvatia após desconfiar da confiabilidade de Jonathan e Yau-Man, nesta ocasião, Cirie convenceu sua aliança a eliminar Yau-Man ao invés de Eliza por considerá-lo uma das maiores ameaças no jogo. No episódio 4, Cirie permaneceu segura já que sua tribo havia ganhado a Prova de Imunidade. O quinto episódio da temporada trouxe uma reviravolta no jogo e as tribos originais foram misturadas e Cirie acabou na nova tribo Malakal formada por quatro fãs e quatro favoritos.
Depois que sua tribo perdeu a imunidade, Cirie convenceu Amanda e Ozzy, bem como os fãs Chet Welch e Tracy Hughes-Wolf a votarem no fã Joel Anderson criticava e mirava eliminar Chet, Cirie e Tracy.

## Survivor: Heroes versus Villains
Pela terceira vez no jogo, Cirie Fields foi escolhida para compor a tribo dos heróis. Rapidamente, no episódio 1, ela se tornou alvo de eliminação por Tom Westman e Stephenie LaGrossa, mas sobreviveu ao primeiro Conselho Tribal quando a tribo Heroes unanimemente eliminou Jessica "Sugar" Kiper, que foi vista como a mais fraca e emocional da tribo. No episódio 2, Cirie e sua companheira de tribo, Candice Woodcock, se tornaram voto decisivo podendo optar entre duas alianças. Eventualmente, Cirie preferiu se aliar com seus antigos companheiros de Survivor: Micronesia e ajudar a eliminar Stephenie LaGrossa com 6-3 votos.
No episódio 4, após receberem uma pista para um Ídolo de Imunidade Escondido e acreditar que Tom Westman o havia encontrado, Cirie elaborou um plano para eliminar um membro da aliança adversária e eventualmente o Ídolo de Imunidade. Ela quis dividir os votos entre Tom e Colby Donaldson, mas não contava com a mudança de lado de  J.T., que havia espreitado e ouvido seus planos. No Conselho Tribal deste episódio, J.T. traiu sua aliança e ajudou a eliminar Cirie depois que Tom Westman utilizou seu Ídolo de Imunidade. Cirie foi a quarta pessoa eliminada do programa, saindo com uma votação de 3-2-0 votos.

## Participação em episódios de Survivor
Cirie participou de trinta e seis episódios de Survivor e permaneceu 36 dias na competição em sua estada no Panamá, 38 dias na Micronésia e 11 dias em Samoa quando participou de Survivor: Heroes vs. Villains. Ao todo, ela já competiu 85 dias de Survivor.
| #   | Ano  | Temporada                                    | Episódio                                                   | Data de transmissão | Tribo          |
| --- | ---- | -------------------------------------------- | ---------------------------------------------------------- | ------------------- | -------------- |
| 1   | 2008 | Survivor: Micronesia – Fans versus Favorites | You Guys Are Dumber Than You Look                          | 7 de fevereiro      | Malakal        |
| 2   | 2008 | Survivor: Micronesia – Fans versus Favorites | The Sounds of Jungle Love                                  | 14 de fevereiro     | Malakal        |
| 3   | 2008 | Survivor: Micronesia – Fans versus Favorites | I Should Be Carried on the Chariot-Type Thing!             | 21 de fevereiro     | Malakal        |
| 4   | 2008 | Survivor: Micronesia – Fans versus Favorites | That's Baked, Barbecued and Fried!                         | 28 de fevereiro     | Malakal        |
| 5   | 2008 | Survivor: Micronesia – Fans versus Favorites | He's a Ball of Goo!                                        | 6 de março          | Malakal        |
| 6   | 2008 | Survivor: Micronesia – Fans versus Favorites | It Hit Everyone Pretty Hard                                | 13 de março         | Malakal        |
| 7   | 2008 | Survivor: Micronesia – Fans versus Favorites | Like a Wide-Eyed Kid in the Candy Store                    | 19 de março         | Malakal        |
| 8   | 2008 | Survivor: Micronesia – Fans versus Favorites | A Lost Puppy Dog                                           | 3 de abril          | Malakal        |
| 9   | 2008 | Survivor: Micronesia – Fans versus Favorites | I'm in Such a Hot Pickle!                                  | 10 de abril         | Malakal → Dabu |
| 10  | 2008 | Survivor: Micronesia – Fans versus Favorites | I Promise...                                               | 17 de abril         | Dabu           |
| '11 | 2008 | Survivor: Micronesia – Fans versus Favorites | I´m Ruthless... and Have a Smile on My Face                | 24 de abril         | Dabu           |
| 12  | 2008 | Survivor: Micronesia – Fans versus Favorites | I'm Gonna Fix Her!                                         | 1 de maio           | Dabu           |
| 13  | 2008 | Survivor: Micronesia – Fans versus Favorites | If It Smells Like a Rat, Give It Cheese                    | 8 de maio           | Dabu           |
| 14  | 2008 | Survivor: Micronesia – Fans versus Favorites | Stir the Pot!                                              | 11 de maio          | Dabu → Júri    |
| 15  | 2008 | Survivor: Micronesia – Fans versus Favorites | Survivor: Micronesia – Fans versus Favorites – The Reunion | 11 de maio          | Júri           |
| 16  | 2010 | Especial                                     | Surviving Survivor                                         | 4 de fevereiro      |                |
| 17  | 2010 | Survivor: Heroes vs. Villains                | Slay Everyone, Trust No One                                | 11 de fevereiro     | Heroes         |
| 18  | 2010 | Survivor: Heroes vs. Villains                | It's Getting the Best of Me                                | 18 de fevereiro     | Heroes         |
| 19  | 2010 | Survivor: Heroes vs. Villains                | That Girl Is Like a Virus                                  | 25 de fevereiro     | Heroes         |
| 20  | 2010 | Survivor: Heroes vs. Villains                | Tonight, We Make Our Move                                  | 4 de março          | Heroes         |
| 21  | 2010 | Survivor: Heroes vs. Villains                | Survivor: Heroes vs. Villains - The Reunion                | 16 de maio          |                |